# 村上洋一
村上 洋一（むらかみ よういち、1957年12月1日 - ）は、日本の物理学者。東北大学大学院理学研究科教授。
1980年大阪大学基礎工学部物性物理工学科卒業、1985年同大学院基礎工学研究科博士課程(物理学専攻)修了。  

## 受賞歴
「放射光X線を使った軌道秩序の検出法の開発」で久保亮五記念賞を受賞。また「共鳴X線散乱法による電子軌道秩序の観測手法の開発とその応用」で日本IBM科学賞を受賞。1999年つくば賞受賞。

## 参考
- 受賞者紹介 村上 洋一(むらかみ よういち)

| スタブアイコン | サブスタブ | この項目は、まだ閲覧者の調べものの参照としては役立たない、人物に関連した書きかけの項目です。この項目を加筆・訂正などしてくださる協力者を求めています（P:人物伝/PJ:人物伝）。 |